# Горизонт (предприятие, Беларусь)
Холдинг «ГОРИЗОНТ», головное предприятие ОАО «Управляющая компания холдинга „ГОРИЗОНТ“» (бел. ААТ «Кіруючая кампанія холдынга «Гарызонт») — минское предприятие, крупнейший в Беларуси и один из крупнейших в странах СНГ производитель потребительской электроники и бытовой техники.

## История

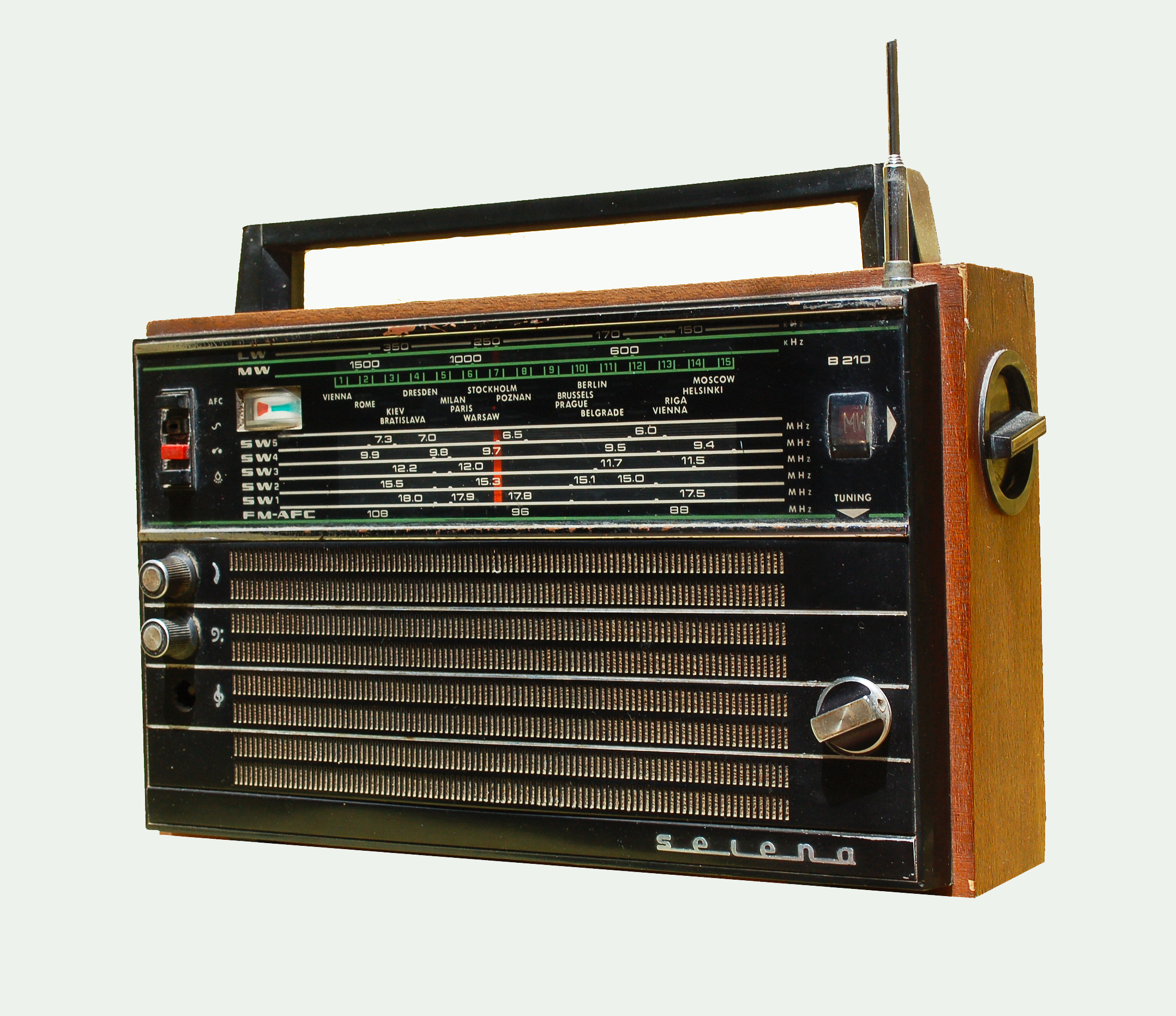
Радиоприёмник «Selena B210»(экспортная версия «Океана-209»)

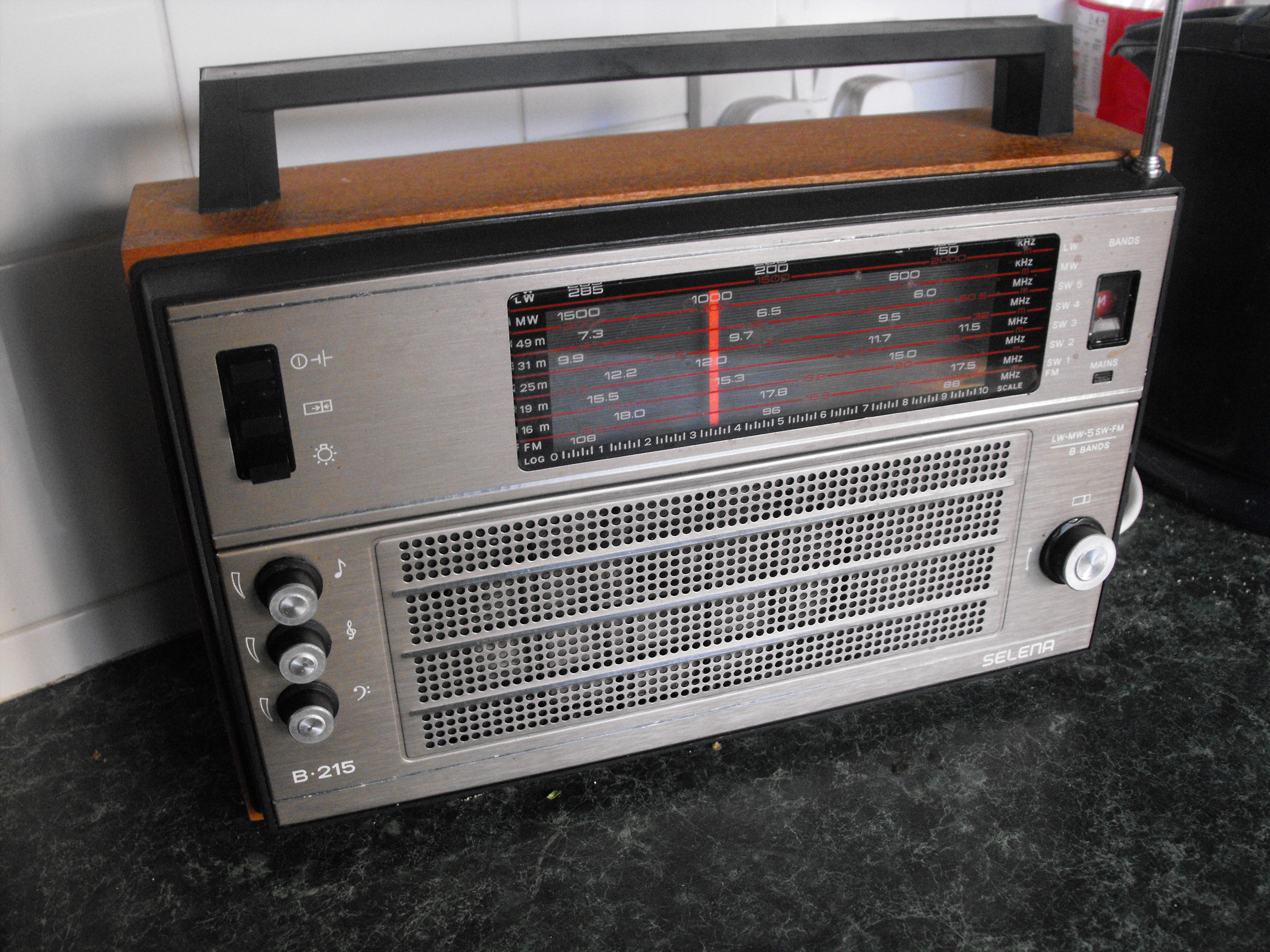
Радиоприёмник «Selena B215» (экспортная версия «Океана-214»)

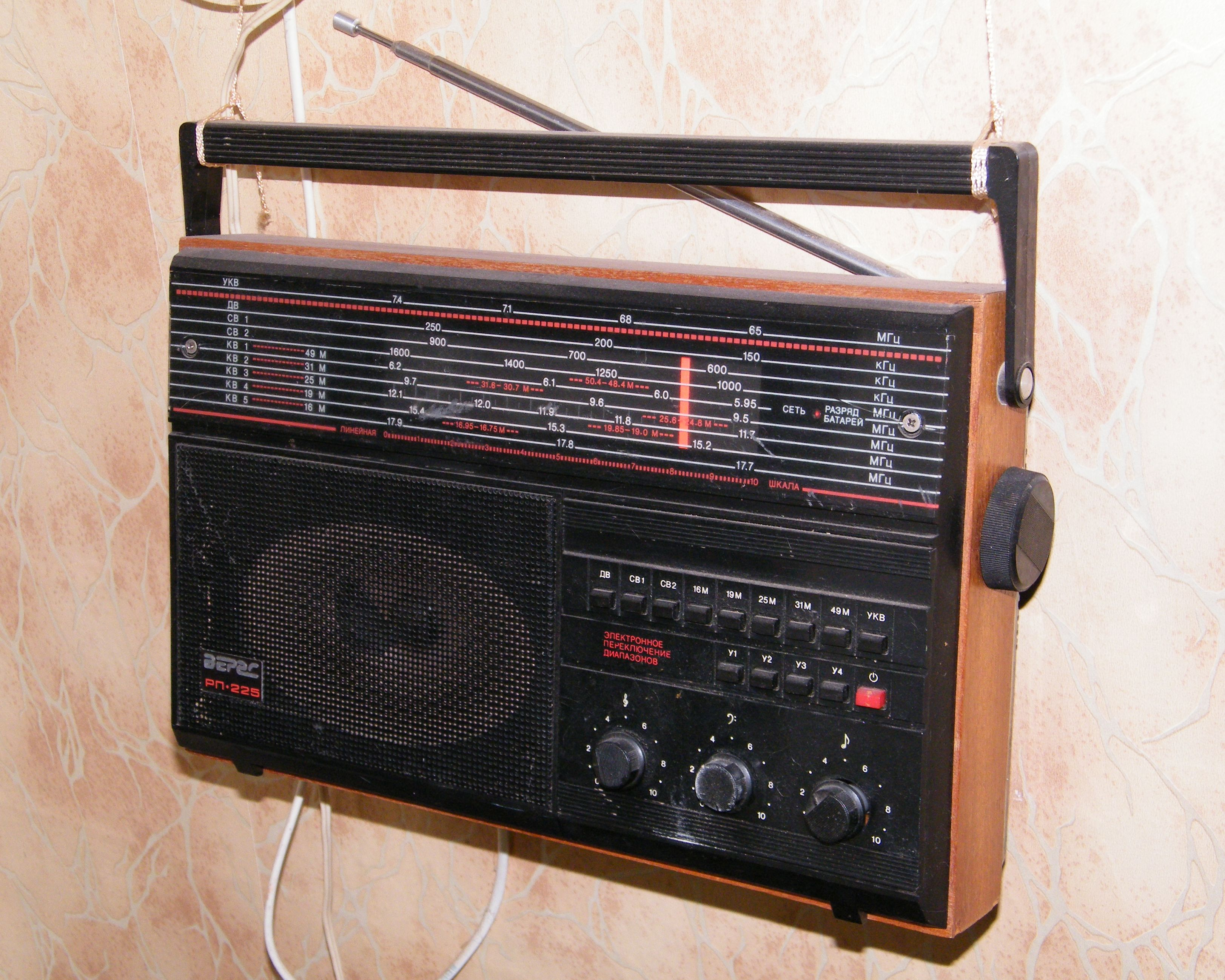
Радиоприёмник «Верас РП-225» (1990)

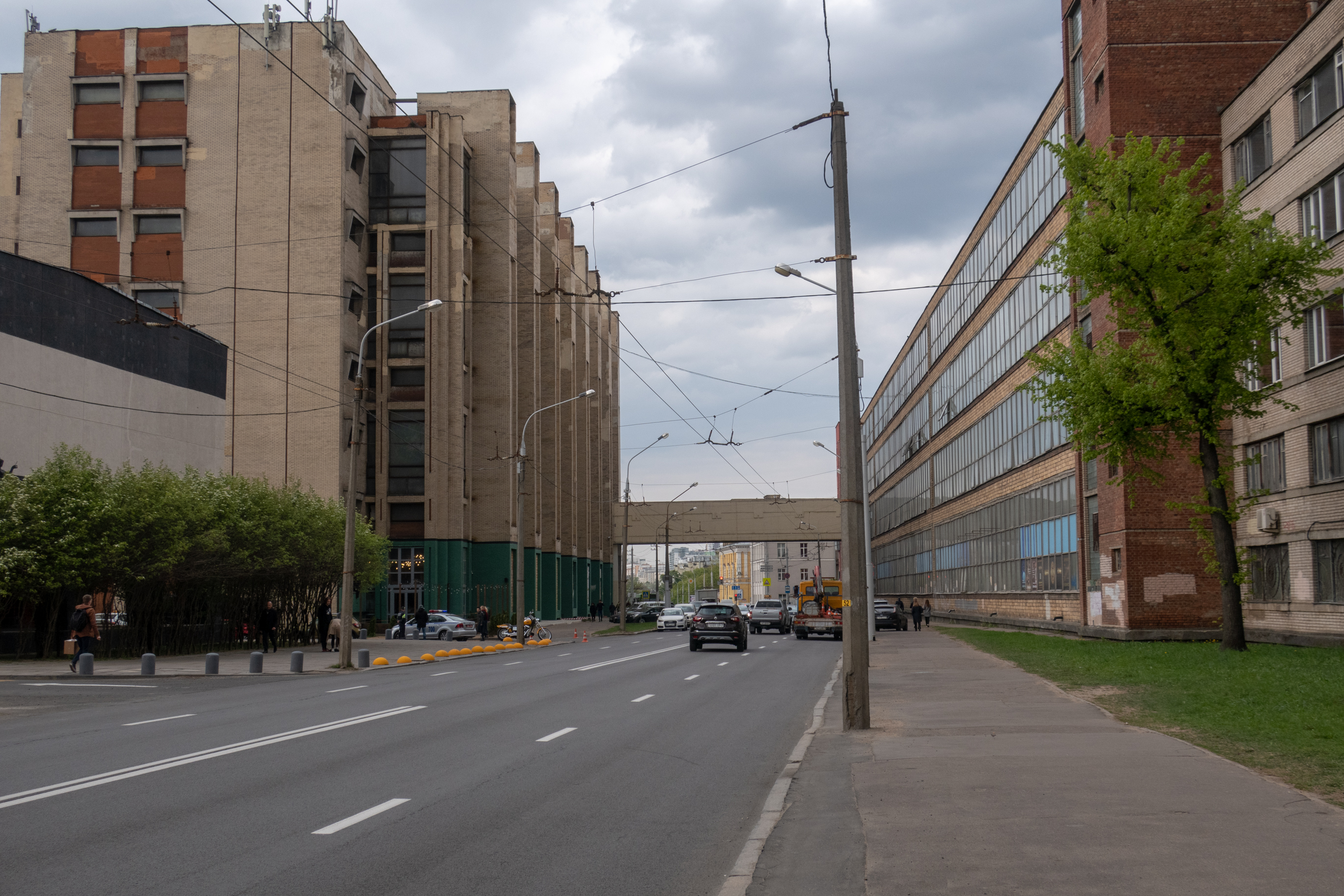
Корпуса завода в Минске на улице Куйбышева

Предшественником нынешнего Горизонта являлся Минский радиозавод, созданный в ноябре 1940 года, к 23-й годовщине Октябрьской революции.
В сентябре 1939 года после занятия Красной Армией Вильнюса и решения советского руководства передать его Литве, все вильнюсские заводы были национализированы, а их оборудование демонтировано и отправлено в СССР. Оборудование радиозавода Elektrit было перевезено в Минск, где на базе лесопильно-мебельного завода «Деревообделочник» начали создавать новый радиозавод. Выбор места строительства был обоснован следующими факторами:
1. одна из сложных операций — изготовление деревянных корпусов для радиоприёмников составляла в то время четверть всей трудоёмкости;
2. завод «Деревообделочник», который изготовлял разные виды мебели, без особых трудностей мог справиться с задачей изготовления корпусов для радиоприёмников.

Реконструкция бывшего лесопильно-мебельного предприятия в радиозавод была осуществлена в предельно сжатые сроки: начата в декабре 1939 года и окончена к ноябрю 1940 года. Новый радиозавод стал называться «Радиозавод имени Молотова».
Так как была использована технологическая оснастка фирмы Elektrit, завод стал производить и модели радиоприёмников этой фирмы. В качестве прототипов были использованы модели радиоприёмников «Komandor» и «Herold» 1939 года, и в 1940 году начался выпуск супергетеродинных радиоприёмников «КИМ», «Пионер» и «Маршал». Внешний вид радиоприёмников повторял прототипы, а электрическая схема была переработана и улучшена.
Во время Великой Отечественной войны Минский радиозавод был разрушен, однако после освобождения Минска началось восстановление завода. С 1947 года радиоприёмник «Маршал» стал производиться под названием «Минск». На базе радиоприёмника «Минск» с 1950 года началось производство радиолы «Минск Р7». В 1950-х годах расширялась номенклатура радиотехнической продукции: «Минск-55», «Минск-58», «Беларусь-57», телерадиола «Беларусь-5». В 1957 году радиозавод был переименован в «Минский радиозавод имени Ленина».
В 1960-х годах стали набирать популярность транзисторные радиоприёмники. На Рижском радиозаводе ВЭФ началось производство транзисторных приёмников семейства «Спидола». Первый такой приёмник был выпущен в 1960 году, массовый выпуск начался в 1962 году. Приёмник оказался весьма удачным и быстро завоевал популярность в СССР. Конструкция «Спидолы» стала основой для разработки многих последующих моделей, отличавшихся многочисленными усовершенствованиями. Одна из этих моделей, «ВЭФ Транзистор-17», была в 1968 году передана на Минский радиозавод, и на базе этой модели начался выпуск семейства приёмников «Океан».
Завод неоднократно переименовывался. С конца 1960-х годов именовался Минский радиозавод имени 50-летия Коммунистической партии Белоруссии Министерства радиопромышленности СССР, с 10.08.1972 — Производственно-технического объединения «Горизонт» Министерства радиопромышленности СССР.
В 2007 году было создано совместное предприятие с китайской компанией Midea Group по производству бытовой техники.
В 2010 году предприятие было реорганизовано в холдинг «Горизонт», включающий четыре бизнес-направления и десять самостоятельных компаний, входящих в состав холдинга.
В 2019 году холдинг «Горизонт» открыл первый в Беларуси Инновационный центр промышленной электроники, объединяющий в себе идеи, предпринимательство и технологии в сфере промышленной и потребительской электроники, авионики (самолётостроения), автокомпонентов для электротранспорта и другое.
В 2022 году для российского «МТС», начато производство телевизоров под маркой KION Smart TV, на базе операционной системы Android с фирменной оболочкой KION.

### Международные санкции
27 мая 2023 года Украина ввела санкции против предприятия. 5 декабря того же года «Горизонт» попал в санкционный список США за поставки дисплеев российским военным. 24 февраля 2024 года к санкциям против предприятия присоединилась Австралия.

## Производство
Предприятие «Горизонт» обладает полным технологическим циклом: литьё корпусных деталей, изготовление пеноупаковки, монтаж радиоэлементов и финишная сборка. На конвейер подаётся комплектация — модули с участка монтажа, корпусные детали и пеноупаковка с участка формовки и литья. До сборки проводится входной контроль всех комплектующих, начиная от LCD-матрицы. Цикл изготовления телевизора составляет от 30 до 70 секунд. На «Горизонте» четыре конвейера, рассчитанных на разную максимальную диагональ. Первый — под телевизоры диагональю 38,1—81,2 см, второй — 81,2—116,8 см, третий — от 81,2 до 177,8 см.

## Структура холдинга «Горизонт»
В состав холдинга входят 11 предприятий.
- частное производственное унитарное предприятие «Завод электроники и бытовой техники „Горизонт“»;
- ЧПУП «Завод Белит»;
- СП ООО «Мидеа-Горизонт» (производство микроволновых печей и кондиционеров, совместно с китайской компанией Midea Group);
- «Горизонт Логистик»;
- ОАО «Брестский электроламповый завод»;
- ОАО «МПОВТ»;
- ОАО «Минский завод „Термопласт“»;
- научно-исследовательское унитарное предприятие «Институт цифрового телевидения „Горизонт“»
- филиал «Детские дошкольные учреждения»
- филиал Социальный комплекс

## Продукция
На 2016 год ассортимент продукции включает в себя:
- ЖК-телевизоры
- СВЧ-печи
- интерактивные сенсорные системы
- водонагреватели
- пылесосы
- мультиварки
- светильники[18]
- медицинская техника
- промышленная электроника
- кабельное телевидение (станция головная цифро-аналоговая СГЦА-2000-1, узел оптический УО-813Н, приёмник оптический ПО-902ГА)[19]
- радиоизмерительные приборы[20]
- звукоусилительная аппаратура[21]
- электронные системы и блоки управления лифтами[22]
- аппараты кассовые[23]
- ноутбуки (с 2022 года)[24].